# Estação Ferroviária Hammond
A Estação ferroviária de Hammond é uma estação ferroviária desativada, localizada na zona rural da cidade de Guariba do estado de São Paulo. Construída em 06/06/1892 pela Rio Claro RailWay, funcionou regularmente para passageiros e cargas até 02/01/1969 quando foi desativada.

## História
A estação de Hammond, aberta em 1892, teve o seu nome dado como uma homenagem ao engenheiro Walter John Hammond, da Companhia Paulista de Estradas de Ferro, que teve papel de destaque na construção da linha de navegação do rio Mojiguaçu, com trabalhos reconhecido pelo imperador Dom Pedro II, condecorando-o com o grau de "Oficial" pela Imperial Ordem da Rosa em maio de 1887.